# Eudocima memorans
Eudocima memorans là một loài bướm đêm trong họ Erebidae.